# Gotthelf Traugott Eckarth
Gotthelf Traugott Eckart (* 20. Januar 1714 in Herwigsdorf bei Zittau; † 18. April 1762) war ein deutscher Chronist.

## Leben
Gotthelf Traugott Eckart war ein Sohn des im Herwigsdorfer Oberdorf lebenden Chronisten Friedrich Eckarth und dessen erster Ehefrau Susanna, Tochter des Richters Christoph Böhmer aus Schlegel. Außerdem hatte Friedrich Eckarth zwei weitere Söhne aus einer späteren Ehe, darunter den Chronisten Gottlob Eckarth.
Gotthelf Traugott Eckart verfasste die Biographie über seinen Vater und setzte dann dessen Historisches Tagebuch fort. Er schrieb auch einige Ortschroniken, so über Bertsdorf, seinen Geburtsort Herwigsdorf (der erste Teil dieser Chronik stammte von seinem Vater), Drausendorf und Zittau. Das Historische Tagebuch ist Vorgänger u. a. des Eckardtischen Tagebuchs von seinem Halbbruder Gottlob Eckarth und des Zittauischen Tagebuchs, die zwischen 1771 und 1776 bzw. 1780 und 1809 jeweils monatlich erschienen.
Gotthelf Traugott Eckart lebte laut zeitgenössischen Lexika als Häusler und Tagarbeiter in seinem Geburtsort Herwigsdorf. In der 1736 erschienenen Biografie seines Vaters gab er an, ein Häusler in Scheibe zu sein und noch im gleichen Jahr eine Hochzeit zu planen. Er starb 1762 im Alter von 48 Jahren vermutlich in Herwigsdorf.

## Werke
- Lebens-Lauff, Oder Letztes Ehren-Gedächtniß weyland Friedrich Eckarths. Herwigsdorf (gedruckt zu Lauban) 1736 (Digitalisat; Digitaltext auf Wikisource).
- Historisches Tagebuch auf das Jahr 1736. 1736.
- Weyland Friedrich Eckarths, Chronica Oder Historische Beschreibung Des Dorffes Herwigsdorff. Herwigsdorf (gedruckt zu Zittau) 1737 (Digitalisat; Digitaltext auf Wikisource).
- Europäisch historisches Tagebuch, von 1741 bis 1761. (Online).
- Chronica, oder: historische Beschreibung des Dorffes Bertzdorff. Herwigsdorf (gedruckt zu Zittau) 1749 (Digitalisat; Digitaltext auf Wikisource).
- Chronica von Drausendorf. 1752.
- Die Einäscherung der Stadt Zittau. Löbau 1757.